# Gebäudekomplex Terrassenhaus am Hafenplatz
Der Gebäudekomplex Terrassenhaus am Hafenplatz ist auch als Pyramide am Hafenplatz, als Terrassenhaus am Hafenplatz, als Gebäudekomplex Hafenplatz oder Hafenpyramide bekannt. In den Planunterlagen des Architekten wird das Projekt als Hafenplatz 6–10 bezeichnet. Es handelt sich um einen großen Wohnhauskomplex am Hafenplatz im Berliner Ortsteil Kreuzberg, der die meiste Zeit seit der Erbauung hauptsächlich als Studierendenwohnheim genutzt wurde.

## Lage
Die Pyramide am Hafenplatz befindet sich am westlichen Rand von Kreuzberg auf der nördlichen Seite des Landwehrkanals. Der Landwehrkanal wird vom Halleschen Ufer begrenzt, auf dessen Trasse die Bundesstraße 96 verläuft. Der Hafenplatz ist eine Grünfläche, die nördlich an das Hallesche Ufer grenzt. Östlich und westlich wird der Platz durch die Köthener und die Schöneberger Straße begrenzt. Die Straße, die die Grünfläche des Hafenplatzes nördlich begrenzt, trägt ihrerseits auch den Namen ‚Hafenplatz‘. Im Bereich der einmündenden Dessauer Straße ist die Straße Hafenplatz für den Durchgangsverkehr gesperrt.
Die Bezeichnung ‚Hafenplatz‘ stammt von dem ehemaligen – 1960 zugeschütteten – Schöneberger Hafen, der sich auf diesem Gelände befand. Nördlich vom Hafenplatz erhebt sich das pyramidale Terrassenhochhaus. Es steht im Inneren des Straßenblocks zwischen Hafenplatz, Köthener Straße und Bernburger Straße, wobei ein Teil des Gebäudekomplexes als straßenbündiger Zeilenbau entlang der Köthener Straße ausgeführt ist.

## Architektur
Planung und Bau erfolgten in der Zeit von 1969 bis 1973. Die Bauausführung dauerte von 1971 bis 1973. Der Entwurf stammt von dem Berliner Architekten Helmut Ollk. Das wesentliche bestimmende Element des Entwurfs ist das zentral gelegene vierflüglige Wohnhochhaus. Der Grundriss ist kreuzförmig, wobei jeder der vier Flügel zum Grundstücksrand hin abgetreppt ist. Der Kreuzungspunkt des vierflügligen Hochhauses in der Mitte des Grundstücks ist zugleich der höchste Punkt des Gebäudes. Obwohl es sich geometrisch um keine Pyramide handelt, wirkt die zur Mitte aufsteigende Hausform allerdings aus jeder Richtung wie die Silhouette einer Stufenpyramide. Die Außenseiten bestehen aus grau verputzen Flächen, Waschbetonplatten und gelb gerahmten Fenstern.

## Nutzung und Abrissdebatte
Das Haus ist zum 31. Dezember 2017 aus der Sozialbindung gefallen. Die Zukunft des Gebäudekomplexes ist ungewiss. Das Gebäude diente im Jahr 2010 als Drehort für den Film Zimmer 205. Seitdem im Januar 2024 bekannt wurde, dass Abrisspläne für die Hafenpyramide bestehen, ist das Gebäude zu einem Teil der Diskussion um die Stadtentwicklung Berlins geworden. Der Verein Urbane Praxis hat im März 2025 zum Erhalt der Pyramide am Hafenplatz aufgerufen.

## Bildergalerie

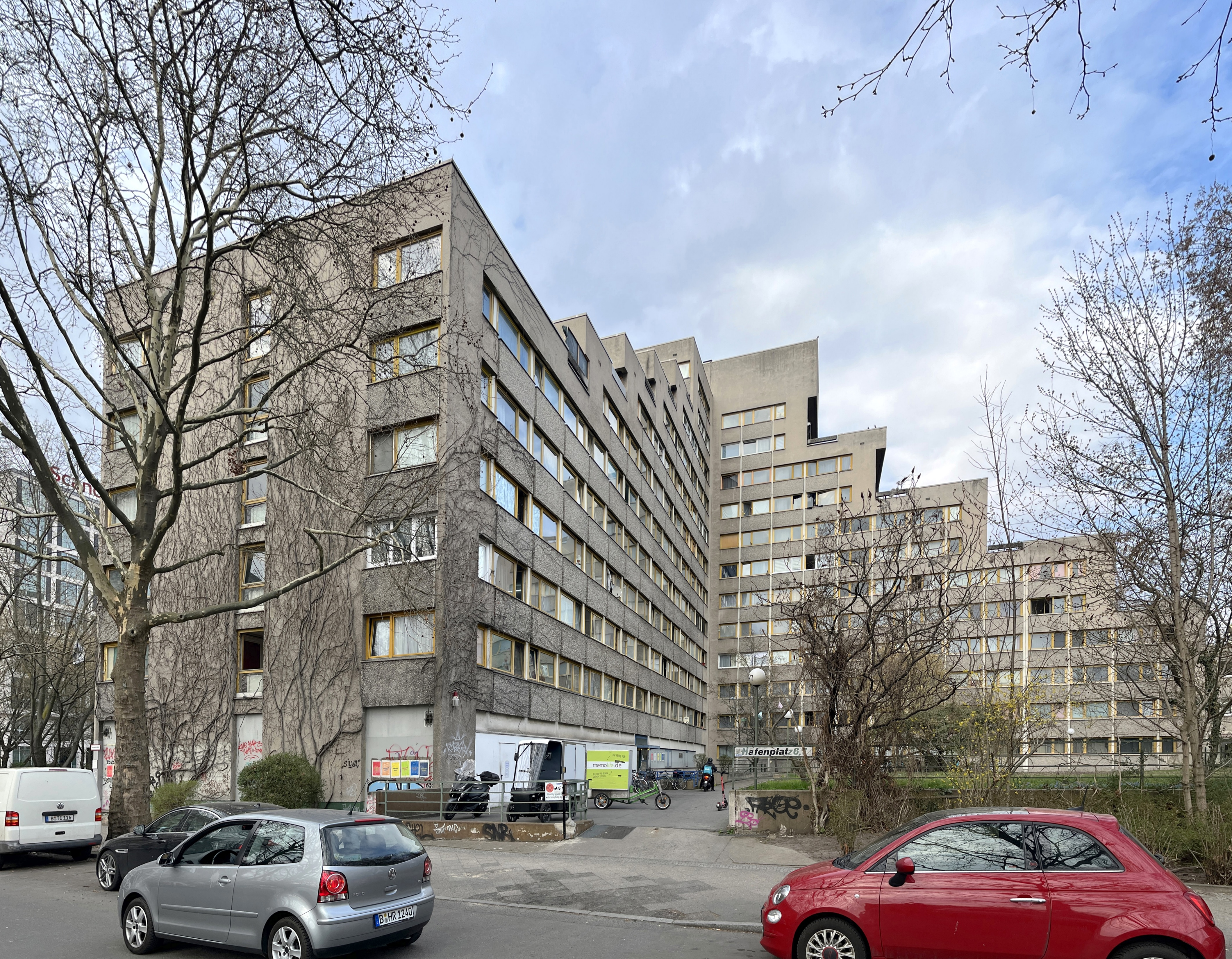
Blick vom Hafenplatz
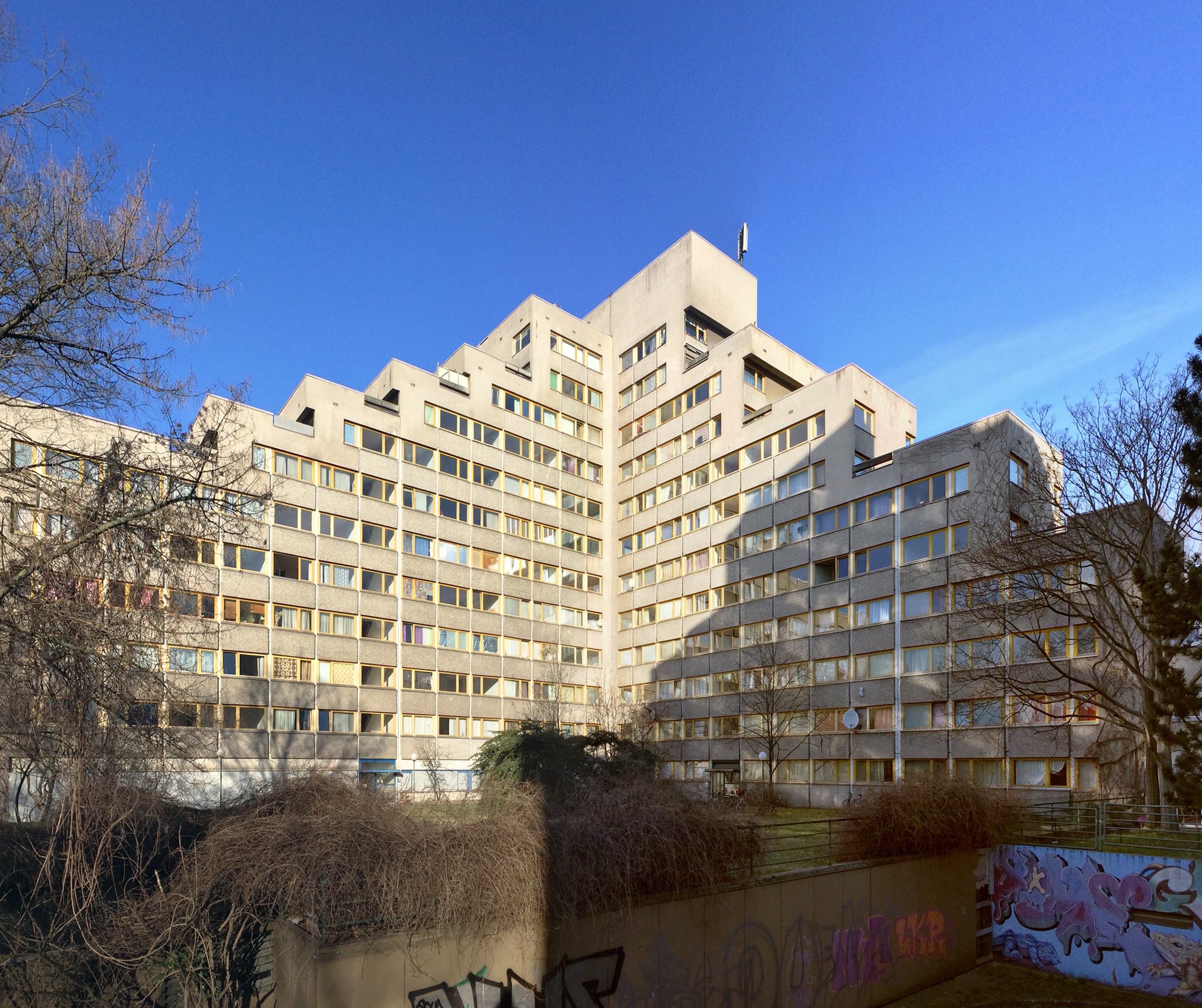
Zustand im Jahr 2018
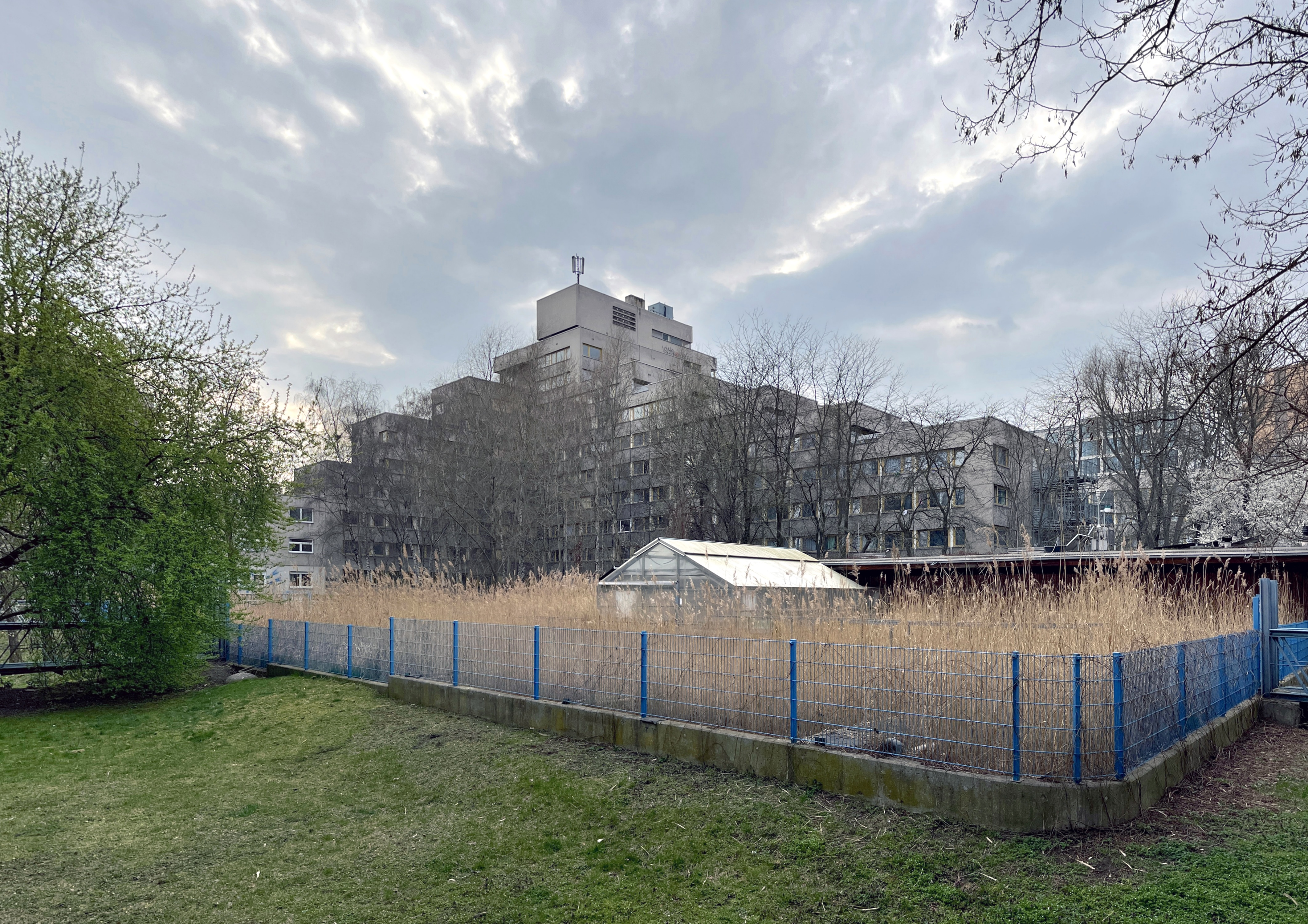
Blick von Nordosten
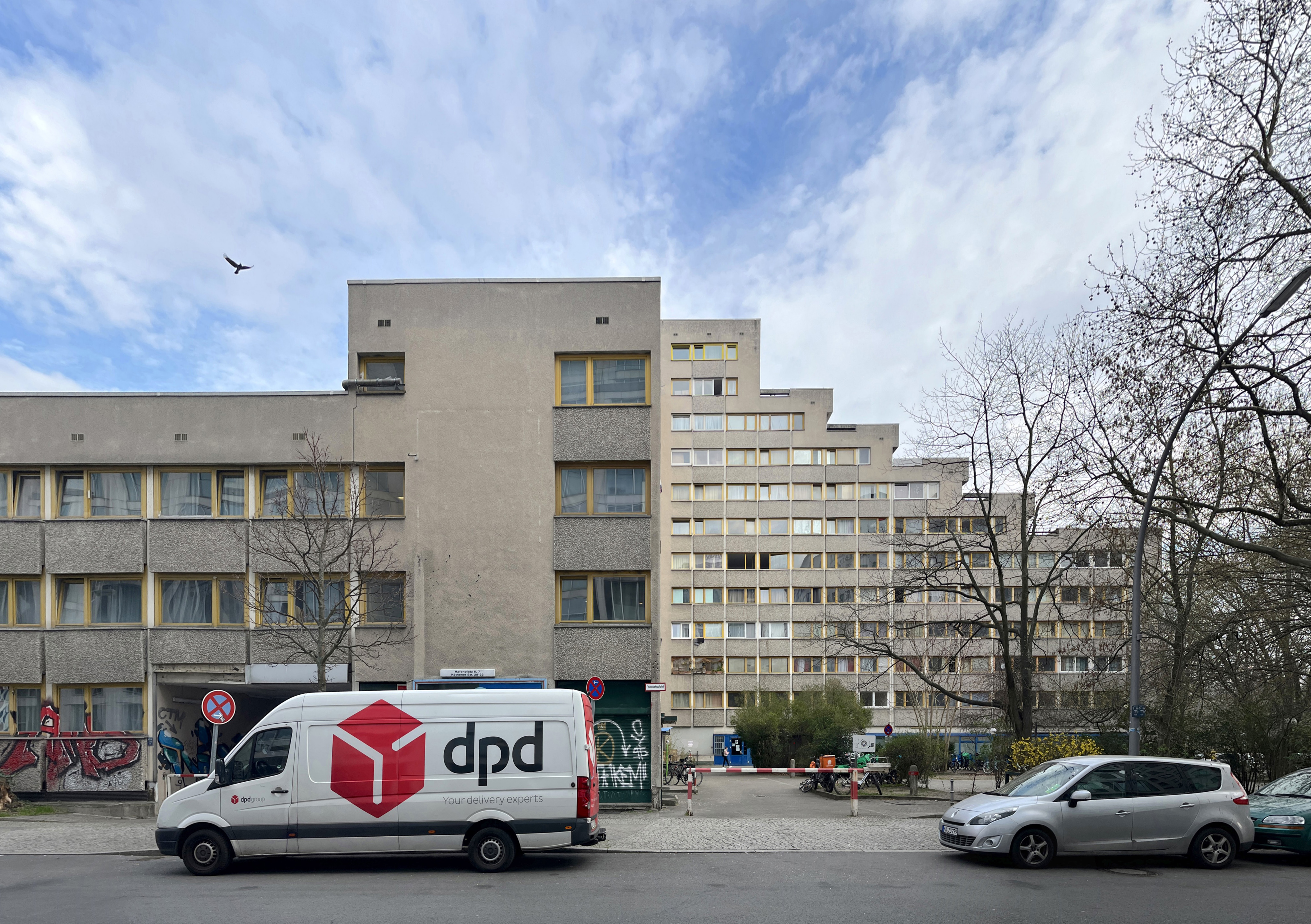
Blick von der Köthener Straße